# Carol al III-lea, împărat carolingian

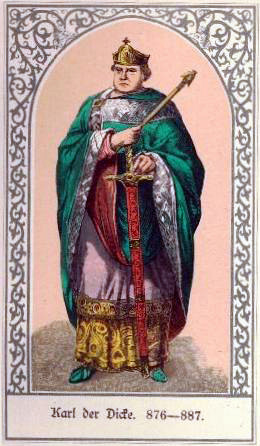
Carol cel Gros

Carol al III-lea, numit cel Gras, (n. 839 d.Hr., Neudingen⁠(d), Baden-Württemberg, Germania – d. 13 ianuarie 888 d.Hr., Neudingen⁠(d), Baden-Württemberg, Germania) a fost rege al Alemaniei din 876, Rege al Italiei din 879, Împărat al Occidentului din 881, rege al Franciei Răsăritene din 882 și rege al Franciei Occidentale din 884. A fost detronat în 887 în Francia Răsăriteană, Lotaringia și posibil Italia în 887 și a murit la câteva săptămâni după detronarea sa. 